# Pont des Arméniers
Le pont des Arméniers (ou pont des Arméniens) est un pont suspendu, reliant la rive sorguaise du Rhône, à l'île de l'Oiselay, et traversant le « bras des arméniers ».
À noter que « arméniers » signifie « arméniens » en provençal.

## Histoire
L'île d'Oiselay est l'une des nombreuses îles le long du cours du Rhône. Elle est située niveau de Châteauneuf-du-Pape et Sorgues, et est séparée du territoire communal de cette dernière par un bras mort du Rhône, le bras des Arméniens. Elle a une superficie d'environ 450 hectares. Une activité agricole (notamment céréales et betteraves sucrières) a été implantée sur ce site depuis le XIXe siècle. Le lien avec les communes avoisinantes se faisait par voie de bacs à traille, par le bac du Dragonet, le bac de Bernardie et le bac de l'Oiselet. L'usage des deux premiers est arrêté après la Première Guerre mondiale. Le dernier était régulièrement interrompu, en cas de crues du Rhône, durant 4 à 5 jours.
Le 28 novembre 1922, les habitants de l'île écrivent au ministère de l'agriculture, afin de les autoriser à créer une association de syndicat libre pour la construction d'un pont, pour franchir le bras des Arméniens. Le projet aboutit en 1923. Ouvert à la circulation en août 1926, son entretien est géré par l'association qui a suivi sa création, jusqu'en 1950. En proie à des difficultés économiques, la gestion est transférée à la commune. Il n'est plus utilisé depuis 1975, et est laissé à l'abandon. 
Un projet de rénovation a vu le jour en 2020 afin de rouvrir le pont pour un usage piéton.

## Construction
Après un permis de construire déposé le 25 janvier 1925, la construction débute en 1925 pour se finir en juillet 1926. L'ingénieur Backes, de Lyon, et le maçon Bourrely, de Montfavet, participent au projet. Il s'agit d'un pont comportant une passerelle semi rigide, suspendue, d'une seule travée de 157 mètres. La voie, de 2,30 mètres de large, est bordée de deux trottoirs de 50 centimètres.

## En savoir plus